# Ben Nelson (piłkarz)
Benjamin Harvey Nelson (ur. 18 marca 2004 roku w Northampton) – angielski piłkarz, występujący na pozycji obrońcy w angielskim klubie Leicester City. Młodzieżowy reprezentant Anglii.

## Kariera klubowa

### Leicester City
W sezonie 2020/21 Ben Nelson został uwzględniony w kadrze na mecz Ligi Europy UEFA z Zorią Ługańsk jednak nie pojawił się na boisku, a Leicester City przegrało ten mecz 0:1. Pierwszy debiut w seniorskiej drużynie Leicester City Ben zaliczył 29 sierpnia 2023 roku w meczu Pucharu Ligi Angielskiej z Tranmere Rovers, wchodząc na boisko w 82. minucie za kontuzjowanego Jamesa Justina. Mecz ten zakończył się wygraną Leicester City 2:0. Z kolei pierwszy mecz ligowy zaliczył w ramach rozgrywek drugiej ligi angielskiej dokładnie 9 grudnia 2023 roku w rywalizacji z Plymouth Argyle, która zakończyła się wynikiem 4:0 dla Lisów, a Nelson wszedł w 81. minucie za Jannika Vestergaarda. Z kolei pierwszego gola dla Leicester City Ben Nelson strzelił 2 marca 2024 w meczu drugiej ligi angielskiej z Queens Park Rangers. Dokonał tego w 60. minucie meczu, jednak nie wystarczyło to aby Lisy wygrały ten mecz, który ostatecznie zakończył się wynikiem 1:2 dla QRP.

#### Wypożyczenie do Rochdale A.F.C.
26 lipca 2022 roku Ben Nelson został wypożyczony do angielskiego wówczas czwartoligowego Rochdale A.F.C. na okres jednego sezonu. Pierwszy mecz w ich barwach zaliczył 30 lipca 2022 w meczu czwartej ligi angielskiej z Crewe Alexandria F.C. wchodząc z ławki w 74. minucie za Sama Grahama. Mecz ten zakończył się wynikiem 1:2 dla Crewe. 6 stycznia 2023 roku został cofnięty przez Leicester City.

#### Wypożyczenie do Doncaster Rovers F.C.
17 stycznia 2023 roku został wypożyczony do innego angielskiego wówczas czwartoligowego klubu jakim jest Doncaster Rovers F.C. Wypożyczenie to miało trwać do końca sezonu 2022/23. Swój debiut dla Doncaster Rovers zaliczył 28 stycznia 2023 roku w meczu ligowym z Mansfield Town F.C. Mecz ten zakończył się wynikiem 1:4 dla Mansfield, a Ben Nelson zagrał 90. minut.

## Kariera reprezentacyjna
Ben Nelson jest byłym reprezentantem Szkocji U-16, Anglii U-18 oraz Anglii U-19. Razem z reprezentacją Anglii U-19 zagrał w eliminacjach do Mistrzostw Europy U-19 w 2023 roku. Obecnie reprezentuje Anglię U-20. Swojego pierwszego reprezentacyjnego gola strzelił w meczu Anglii U-20 z reprezentacją Polski U-20. Dokonał tego w 87. minucie. Nelson wszedł na plac gry w 72. minucie za Ronnie Edwardsa. Był to też jego debiut na tym szczeblu reprezentacyjnym. 